# اورانوس (اسطوره)
اورانوس (به یونانی: Οὐρανός, Ouranos) به‌معنای آسمان و در اسطوره‌شناسی یونانی تجسم و مظهر آسمان و بهشت و یکی از ایزدان نخستین یونان است. وی از قدیمی‌ترین ایزدان یونانی است و به گفتهٔ هزیود توسط گایا به‌وجود آمد و سپس همسر او گردید. نام او در اولین کیهان‌شناسی‌های یونانی به‌عنوان نخستین فرمانروای جهان آمده است.
دیودور سیلیسی، تاریخ‌نگار عصر ژولیوس سزار نیز معتقد بود، اورانوس اولین پادشاه اقوام درست‌کار ساحل بوده است؛ چرا که آن‌ها را با اجزای مختلف تمدن، از جمله کشاورزی آشنا کرد. بنابر روایتی وی ستاره‌شناس نیز بوده است که از حرکت ستارگان و اجرام آسمانی موفق به ابداع نخستین تقویم شد. این تقویم ابتدایی، در امور روزانه از جمله کشاورزی مردم آن سرزمین، از اهمیت زیادی برخوردار بود.

## ریشه‌شناسی
بیشتر زبان‌شناسان ریشه نام Οὐρανός را به شکل نیاهندواروپایی *Worsanós (Ϝορσανός) در یونانی اولیه برمی‌گردانند، که از *ṷorsó- گسترش یافته است (همچنین در واژه یونانی οὐρέω (ouréō) به معنای «ادرار کردن»، سانسکریت varṣá به معنای «باران» و هیتی ṷarša- به معنای «مه، غبار» یافت می‌شود).ریشه اصلی هندواروپایی *ṷérs- به معنای "باریدن، مرطوب کردن" است (همچنین در واژه یونانی eérsē به معنای "شبنم"، سانسکریت várṣati به معنای "باریدن" یا اوستایی aiβi.varəšta به معنای "بارید"). این امر Ouranos را به "سازنده باران" یا "ارباب باران" تبدیل می‌کند.
ریشه‌شناسی کمتر محتمل، مشتقی به معنای "کسی که در ارتفاع ایستاده" از ریشه نیاهندواروپایی *ṷérso- است (مقایسه شود با سانسکریت várṣman به معنای "بلندی، قله"، لیتوانیایی viršùs به معنای "صندلی بالایی، بلندترین"، و روسی verh به معنای "ارتفاع، قله"). یکی از نکات مهم در مطالعه تطبیقی اساطیر هندواروپایی، شناسایی اورانوس با ایزد ودایی وارونا (Váruṇa) (در میتانی: Aruna) به عنوان خدای آسمان و آب‌ها توسط ژرژ دومزیل (۱۹۳۴) است، اما امروزه این معادله ریشه‌شناختی غیرقابل قبول تلقی می‌شود.

## اورانوس و گایا
گایا، مادر اورانوس، بدون دخالت نر، اورانوس را به‌وجود آورد و خود او نیز به همسری اورانوس درآمد. در ریگ وداها، به افسانهٔ اورانوس و گایا اشاره مبهمی شده است و این‌گونه می‌گوید: آسمان و زمین از گذشته‌های دور به‌عنوان زوج نامیرا و دو، نیای جهان به‌شمار می‌رفته‌اند. حتی در افسانه‌های یونانی روایت می‌کنند که وقتی کیهان شکل گرفت، هنگامی که نوبت آفرینش انسان شد، گایا اورانوس را به‌وجود آورد و با او ازدواج کرد.

## تیتان‌ها
از وصلت این دو ایزد طایفه‌ای به‌نام تیتان‌ها متولد شدند. آن‌ها از دوازده تن تشکیل شده بودند که نیمی از آن‌ها مذکر و نیم دیگر مؤنث بودند.
اوکئانوس، کائوس، هیپریون، کریوس، ایاپتوس، کرونوس، تیا، رئا، فوئبه، تتیس و تمیس، منه‌موزین از جملهٔ آنان بودند نام تیتان‌ها از اشتقاق واژه‌ای به‌معنای (گستردن و پهن کردن) آمده زیرا آن‌ها دست خود را علیه پدر خود دراز و پهن کردند که البته افسانه‌ای بیش نیست، اما احتمالاً نام آن‌ها در زبان کرتی به معنای پادشاه آمده است.
آن‌ها در یونان محترم و نیک دانسته می‌شدند و انواع هنر و جادو به آنان منسوب می‌شد. هیپریون یکی از تیتان‌های برجسته و فرزند اورانوس و گایا بود، او با خواهر خود تیا ازدواج می‌کند و از ازدواج آن‌ها خورشید و ماه و سپیده دم (فلق) متولد می‌شوند.

## سیکلوپ‌ها
بعد از تیتان‌ها، سیکلوپ‌ها از اورانوس و گایا زاده می‌شوند. آن‌ها با این‌که ایزدگونه بودند اما صورت عجیبی داشتند، و فقط یک چشم در وسط پیشانی خود داشتند.

## غول آسایان
بعد از سیکلوپ‌ها سه غول به نام‌های کسوتوس، بریارئوس و کیژز متولد شدند؛ که بنابر روایتی صد دست و پنجاه سر داشتند داشتند به همین علت به آن‌ها هکاتونکیرها یا سنتیمان می‌گفتند.

## روایتی از اورانوس
اورانوس نسبت به تمام فرزندان خود حس حسادت و بیزاری داشت؛ بنابراین وقتی به‌دنیا می‌آمدند آن‌ها را در تارتاروس (دنیای مردگان) زندانی می‌کرد و این‌طور می‌خواست فرزندانش را به دل زمین (گایا) برگرداند، اما گایا همسر او درصدد انتقام از او که فرزندانش را در تارتاروس زندانی می‌کرد برآمد و فرزندانش را از نقشهٔ خود مطلع ساخت و از آن‌ها کمک و همکاری خواست. فقط کرونوس جوان‌ترین فرزند او در پس کمک و همکاری با مادرش برآمد و گایا شمشیری که از سنگ ساخته شده بود و به روایت دیگر فلزی و درخشان بود را به پسرش داد.
بنابراین وقتی اورانوس شباهنگام به دیدار همسرش گایا آمد، کرونوس از پشت به پدر حمله می‌کند و اندام او را تکه‌تکه می‌کند. در این روایت افسانه‌ای کرونوس تکه‌ای از اندام پدر را به دریا می‌اندازد و از زخم‌های اورانوس خون سیاهی می‌آید. از آن خون غولان و هیولاها و بنا به گفتهٔ برخی دیگر از منابع الهه‌های انتقام و گیگانت‌ها به‌وجود آمدند، و از کف سفید موج‌های دریایی که کرونوس اندام پدر را در آن انداخت ایزد بانوی آفرودیته (ایزد عشق) به‌وجود می‌آید.
بنابر روایتی جزیرهٔ سیسیل محل این اتفاق بود و چون خون اورانوس بر خاک این سرزمین ریخته شد خاک این جزیره برای همیشه برای کشاورزی حاصل‌خیز شد. برخی منابع خبر داده‌اند که اندام بریده شدهٔ اورانوس از طریق امواج دریا به جزیرهٔ کوترا رسیده و الهه‌های انتقام و آفرودیته در آن‌جا به‌وجود آمدند. بعد از اورانوس کرونوس قاتل پدر به تخت پادشاهی نشست و گفته شده که اورانوس در هنگام مرگ پیش‌بینی کرد که سرنوشت کرونوس نیز همانند او خواهد شد.